# Eduard Ley

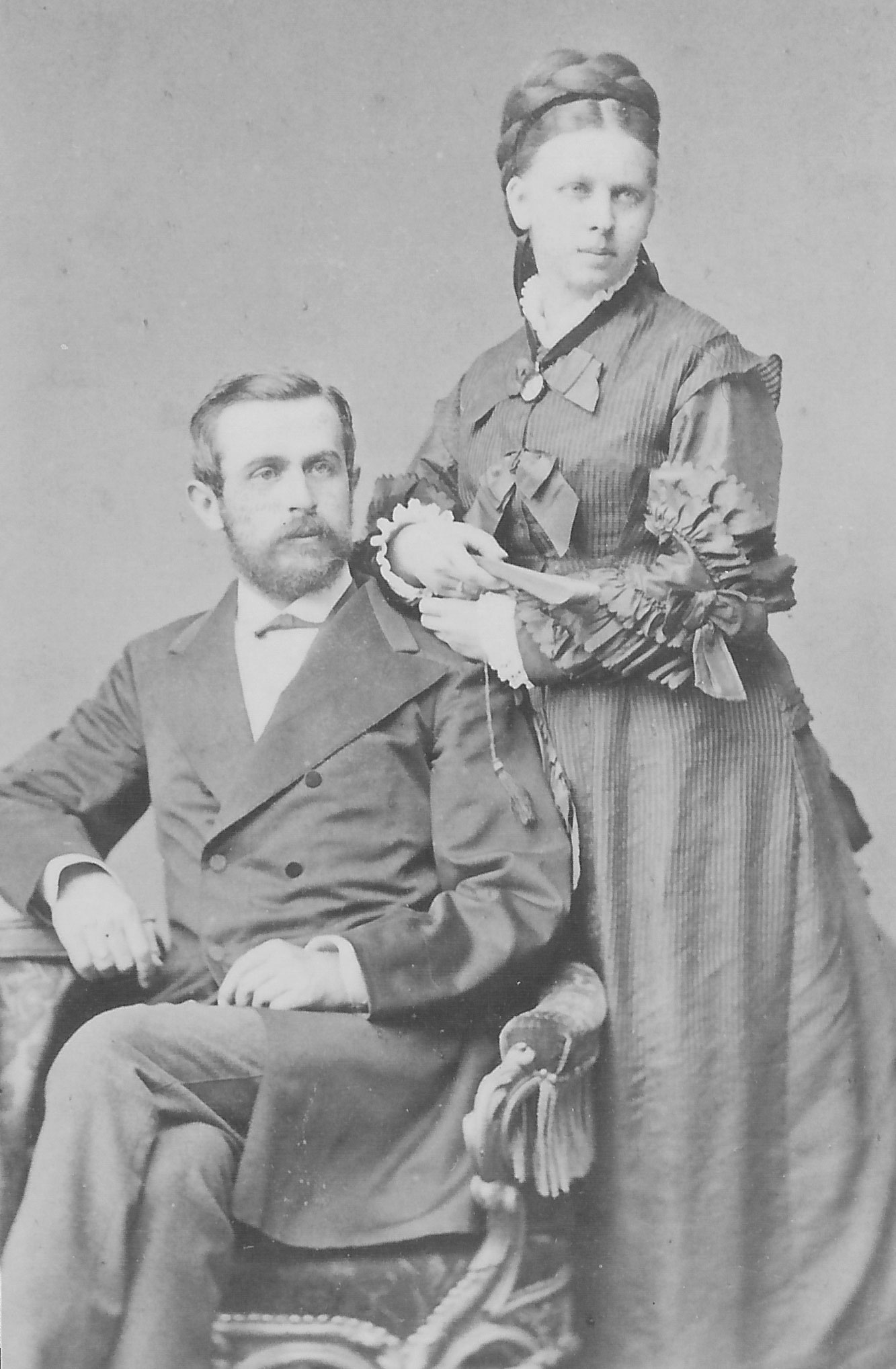
Johann Peter Eduard Ley mit seiner Frau Eva geb. Aurnhammer

Johann Peter Eduard Ley (* 30. Oktober 1841 in Fürth; † 16. Januar 1925 ebenda) war ein deutscher Unternehmer. Ley war Inhaber eines Großhandels- und Exportgeschäfts, Handelsrichter, Vorsitzender des Handelsgremiums Fürth, Vorsitzender des Aufsichtsrats der Grüner Bräu AG, kgl. bayr. Eisenbahnrat, Direktor der Ludwigseisenbahn.

## Herkunft und Familie
Eduard Ley stammt aus der Familiengruppe der so genannten „Crailsheimer Ley/Lay“. Sein Vater Georg Christian Daniel Ley zog 1827 von Crailsheim nach Fürth.
Weitere Ausführungen zu Herkunft und Familie siehe: Georg Christian Daniel Ley
Männliche Nachkommen in direkter Linie:
- Adolf Daniel Ley (Kaufmann in Fürth 1878–1950)
- Eduard Wilhelm Ley (Kaufmann in Fürth 1910–1987)
- Walter Robert Ley (Kaufmann in Fürth, geb. 1921)

## Leben
Johann Peter Eduard Ley wurde am 30. Oktober 1841 in Fürth, das zu dieser Zeit zum Königreich Bayern gehörte, geboren. Er wurde am 21. November 1841 evangelisch-lutherisch getauft und 1855 konfirmiert. Er besuchte in Fürth die Gewerbe- und Handelsschule und bildete sich später im väterlichen Geschäft als Kaufmann heran. Zur Ergänzung seines Wissens und Vertiefung seiner Sprachkenntnisse arbeitete er mehrere Jahre in Handelshäusern in Paris, London und New York.
Nach seiner Heimkehr wurde er Teilhaber der von seinem Vater am 4. Juli 1836 gegründeten Handlungsfirma DANL. LEY (Großhandel und Export einheimischer Industrieerzeugnisse) im Wohn- und Geschäftshaus an der Königstraße 276 (jetzt: 133; zerstört 22. Februar 1945). Dieses Gebäude ließ er im 1884/85 wegen des guten Geschäftsverlaufs und dadurch bedingter Raumprobleme mit einem 3. und 4. Stockwerk aufstocken. Bei der verwendeten Eisenkonstruktion mit Backsteinausmauerung handelte es sich um die erste dieser Art in Fürth. Zusätzlich wurden 2 Hintergebäude errichtet. Am 4. Juli 1886 feierte die Firma ihr 50. Jubiläum.
Ab 1858 wurde er Mitglied der Freimaurerloge Zur Wahrheit und Freundschaft in Fürth. Später wurde er deren späterer Ehrenmeister.
Am 13. Oktober 1870 wurde er, Salomon L. Berolzheimer und Heinrich Hornschuch vom bayerischen König zum Handelsrichter (kaufmännischer Beisitzer) am Handelsgericht Fürth ernannt. Die richterliche Tätigkeit übte er mindestens bis 1906 ununterbrochen aus.
Am 6. Mai 1877 heiratete er die Fabrikantentochter Eva Elisabeth Maria Aurnhammer aus Treuchtlingen (* 1. Juli 1854 in Treuchtlingen; † 7. Mai 1926 in Fürth).
Am 27. Juni 1888 in das Bezirks(handels)gremium Fürth berufen war er seit 11. Januar 1889 35 Jahre lang Vorsitzender des Gremiums Fürth, anschließend Ehrenvorsitzender. Am 4. Januar 1909 wurde er mit Leopold Bendit, Hans Humbser, Anton Sahlmann, Leopold Ehrmann und Friedrich Morgenstern in das neue Handelsgremium gewählt.
Im kgl. Bayr. Eisenbahnrat war er seit 18. August 1889 bis mindestens 1908 einer der Vertreter der mittelfränkischen Wirtschaft.
Am 23. Januar 1889 wurde er Direktor der Königlich privilegirten Ludwigs-Eisenbahn-Gesellschaft Aktiengesellschaft mit Sitz in Nürnberg und Fürth, die er auch durch die schweren und sorgenvollen Jahre der Zeit des Ersten Weltkriegs und Nachkriegszeit leitete.
Am 25. November 1892 wurde er als Ausschussmitglied in den Verein zur Hebung der Fluss- und Kanalschifffahrt in Bayern gewählt. Am 4. Mai 1901 erfolgte auf Anregung des Bürgermeisters die Gründung der Sektion Fürth, in deren Vorstand er berufen wurde.
Seit der Umgründung der Grüner-Brauerei in die Grüner-Bräu AG wurde er Vorsitzender des Aufsichtsrates, eine Position, die sein Sohn Adolf Daniel Ley nach ihm übernahm.
Eduard Ley starb am 16. Januar 1925 in Fürth.
Mit seiner Ehefrau Maria hatte er fünf Kinder:
- Adolf Daniel (1878–1950)
- Magdalena Elisabeth verh. Gerber (1880–1963)
- Carolina Maria verh. Schnetzer (1882–1969)
- Christian Friedrich (1883–1953)
- Emilie Rosine verh. Sengenberger (1891–1963)

Der älteste Sohn Adolf Daniel Ley führte zunächst die Firma DANL. LEY mit seinem Bruder Christian Friedrich als Teilhaber weiter, der dann eine eigene Firma LEYLA in Roth gründete, die vorwiegend Massefiguren herstellte.

## Ehrungen
- Am 29. Dezember 1893 wurde Eduard Ley zum Kommerzienrat ernannt.
- Eduard Ley wurde durch den bayerischen Prinzregenten Luitpold am 10. März 1901 Ritter IV. Klasse mit Krone des Verdienstordens vom Hl. Michael.